# Kortikosteroidi
Kortikosteroidi su hormoni kore nadbubrežne žlezde koji imaju brojne fiziološke funkcije. Imaju i brojne farmakološke funkcije, a danas su razvijeni sintetski derivati prirodnih kortikosteroida kojima su neke farmakološke osobine pojačane, a druge potisnute.

## Biosinteza
Kortikosteroidi se sintetišu iz holesterola u adrenalnom korteksu. Većina reakcija za generisanje steroida je katalisana enzimima citohrom P450 familije. Oni su locirani u mitohondrijama i potreban im je adrenodoksin kao kofaktor (izuzev 21-hidroksilaze i 17α-hidroksilaze).
Aldosteron i kortikosteron dele prvi deo njihovog biosintetičkog puta. Završni deo je posredovan aldosteron sintetazom (za aldosteron) ili 11β-hidroksilazom (za kortikosteron). Ti enzimi su skoro identični (oni dele funkcije 11β-hidroksilacije i 18-hidroksilacije) ali je aldosteron sintetaza takođe sposobna da izvede 18-oksidaciju. Štaviše, aldosteron sintetaza se nalazi u zona glomerulosa na spoljašnjoj ivici adrenalnog korteksa; 11β-hidroksilaza se nalazi u zona fasciculata i reticularis.

## Klasifikacija

### Jačina dejstva
Dele se na četiri grupe:
- slabi kortikosteroidi: metilprednizolon, hidrokortizon, prednizolon;
- umereno jaki kortikosteroidi: klobetazon, flumetazon, fluokortin, fluperolon, fluorometolon, flupredniden, dezonid, triamcinolon, alklometazon, deksametazon i hlokortolon;
- jaki kortikosteroidi: betametazon, fluhlorolon, dezoksimetazon, fluocinolon acetonid, fluokortolon, diflukortolon, fludroksikortid, fluocinonid, budezonid, diflorazon, amcinonid, halometazon, mometazon, metilprednizolon aceponat, beklometazon, flutikazon, prednikarbat, difluprednat i ulobetazol;
- vrlo jaki kortikosteroidi: klobetazol i halcinonid.

### Put administracije

#### Topikalni steroidi
Oni se namenjeni za topikalnu upotrebu na koži, očima, i mukoznim membranama.

#### Inhalacioni steroidi
Ova formulacija je namenjena tretmanu nazalnog sluzokože, sinusa, bronhija, i pluća. Ova grupa obuhvata:
- Flunizolid[5]
- Flutikazon propionat[5]
- Triamcinolon acetonid[5]
- Beklometazon dipropionat[5]
- Budezonid[5]

Postoji isto tako kombinovana preparacija (trgovačko ime Advair), koja sadrži flutikazon propionat i salmeterol ksinafoat (dugotrajni bronhodilator). Ovaj lek je dozvoljen za upotrebu kod dece preko 12 godina stare.

#### Oralne formulacije
Primeri ovakvih formulacija su prednizon i prednizolon.

#### Sistemske formulacije
Sistemske formulacije su dostupne kao injekcije za intravenoznu i parenteralnu upotrebu.

## Upotreba kortikosteroida
Kortikosteroidi su, zbog svojih antiinflamatornih karakteristika, jedna od najkorisnijih klasa lekova. Naročito su značajni u lečenju raznih upalnih bolesti kože, poput dermatitisa, atopijskog dermatitisa, seboreičnog dermatitisa i seboreje, pemfigusa, u simptomatskom lečenju psorijaze, lupusa i brojnih drugih kožnih upalnih bolesti.
Kortikosteroidi se lokalno primenjuju zbog svog izrazitog antiinflamatornog svojstva i antialergijskog delovanja. Kortikosteroidi su selektivni agonisti glukokortikoidnih receptora. Vezivanjem za te receptore dolazi do indukcije lipokortina, koji blokiraju fosfolipazu A2. Upravo od odnosa lipokortina i fosfolipaze A2 zavisi količina nastajanja arahidonske kiseline, koja je početna sirovina za sintezu medijatora upale, prostaglandina i leukotriena.

## Nuspojave
Dugoročna upotreba kortikosteroida može da izazove više ozbiljnih nuspojava, na primer: hiperglicemia, otpornost na insulin, diabetes mellitus, osteoporozu, strah, depresiju, gastritis, kolitis, hipertenziju, infarkt, erektivnu disfunkciju, hipogonadizam, hipotiroidizam, amenoreju, retinopatiju.

## Bezbednost
Američko Društvo za Kontaktnu Dermatologiju je 2005. izabralo putem glasanja kortikosteroide za Alergijsko Sredstvo Godine.

## Literatura
- Rietschel, Robert L. (2007). Fisher's Contact Dermatitis, 6/e. Hamilton, Ont: BC Decker Inc. стр. 256. ISBN 1-55009-378-9.

## Spoljašnje veze
- kortikosteroidi

|  | Molimo Vas, obratite pažnju na važno upozorenje u vezi sa temama iz oblasti medicine (zdravlja). |